# Microprosthema plumicorne
Microprosthema plumicorne is een tienpotigensoort uit de familie van de Spongicolidae. De wetenschappelijke naam van de soort is voor het eerst geldig gepubliceerd in 1880 door Richters.